# Talant Dschanagulow
Talant Rysbekowitsch Dschanagulow (* 17. Oktober 1989) ist ein ehemaliger kirgisischer Judoka.
Der 1,75 m große Dschanagulow war 2004 und 2005 kirgisischer U20-Meister im Schwergewicht und 2007 im Halbschwergewicht. Bei den kirgisischen Landesmeisterschaften gewann er 2007 und 2009 im Schwergewicht. 2007 war Dschanagulow Zweiter der U20-Asienmeisterschaften hinter dem Japaner Daiki Kamikawa. 
Bei den Olympischen Spielen 2008 war Dschanagulow Fahnenträger der kirgisischen Olympiamannschaft. Im Wettbewerb traf er in seinem ersten Kampf auf den Chinesen Pan Song und verlor nach 2:35 Minuten durch Ippon.